# 바치

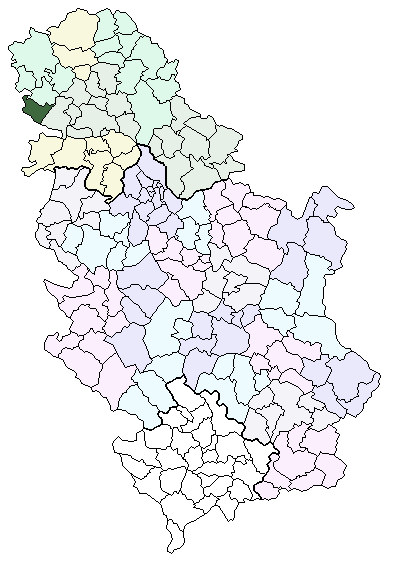
바치의 위치

바치(세르비아어: Бач, Bač)는 세르비아 보이보디나 남바치카 구에 위치한 도시로, 면적은 367km2, 인구는 6,087명(2002년 기준)이다.

## 자매 도시
- 네덜란드 플리스트
- 크로아티아 부코바르
- 슬로바키아 세니차

## 같이 보기
- 바치카